# 제칠일안식일
제칠일안식일(第七日安息日, Seventh day Sabbath)은 성경에 나온 본래의 안식일로 금요일 해 질 때부터 토요일 해 질 때까지이다. 흔히 토요일을 안식일로 한다고 말한다. 주류 기독교에서는 제칠일안식일을 폐지된 유대교의 율법으로 여겨 예수의 부활을 기념해 일요일을 주일로 예배한다. 기독교 교파 중 안식일 계명의 유효성을 주장하는 이들은 이 계명이 천지창조 시에 제정되었으며 히브리인들에게 한정된 것이 아님을 주장한다.
제칠일안식일을 주장하는 대표적인 교단으로는 에티오피아 정교회, 제칠일침례교회, 제칠일오순절교회,  제칠일안식일예수재림교회, 참예수교회, 하나님의 교회 등이 있다.

## 같이 보기
- 안식일
- 기독교
- 안식일 엄수주의
- 제칠일침례교회
- 제칠일안식일예수재림교회